# Adoretus meticulosus
Adoretus meticulosus är en skalbaggsart som beskrevs av Hermann Julius Kolbe 1914. Adoretus meticulosus ingår i släktet Adoretus och familjen Rutelidae. Inga underarter finns listade i Catalogue of Life.